# St Margaret’s Chapel

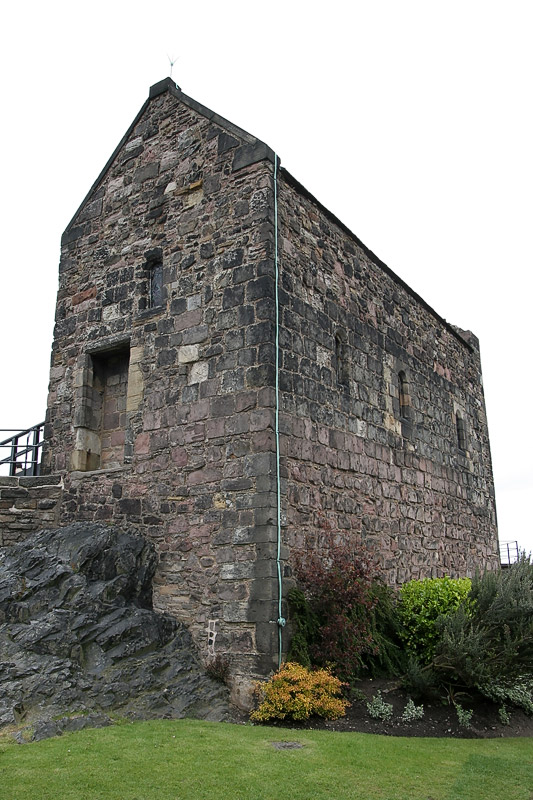
St Margaret’s Chapel in Edinburgh

Die St Margaret’s Chapel (auch: St. Maru’s Kirk) ist das älteste noch erhaltene Gebäude in Edinburgh in Schottland.

## Geschichte
Die Kapelle wurde im 12. Jahrhundert erbaut und befindet sich auf dem höchsten Punkt des Castle Rocks, auf dem Edinburgh Castle steht. Sie ist Margareta von Schottland gewidmet und wird auch heute noch genutzt. St Margaret’s Chapel wurde im 17. Jahrhundert zu einem Lager der Kanoniere umgebaut; östlich stand eine weitere mittelalterliche Kapelle bis Ende des 19. Jahrhunderts. Nachdem an der Kapelle umfangreiche Veränderungen vorgenommen worden waren, wurde die ursprüngliche St Margaret’s Chapel 1845 von Daniel Wilson wiederentdeckt. Sie wurde dann grundlegend restauriert, 1922 wurden fünf neue Bleiglasfenster von Douglas Strachan eingesetzt. 1993, 900 Jahre nach Königin Margaretas Tod, erfolgte eine weitere Renovierung.

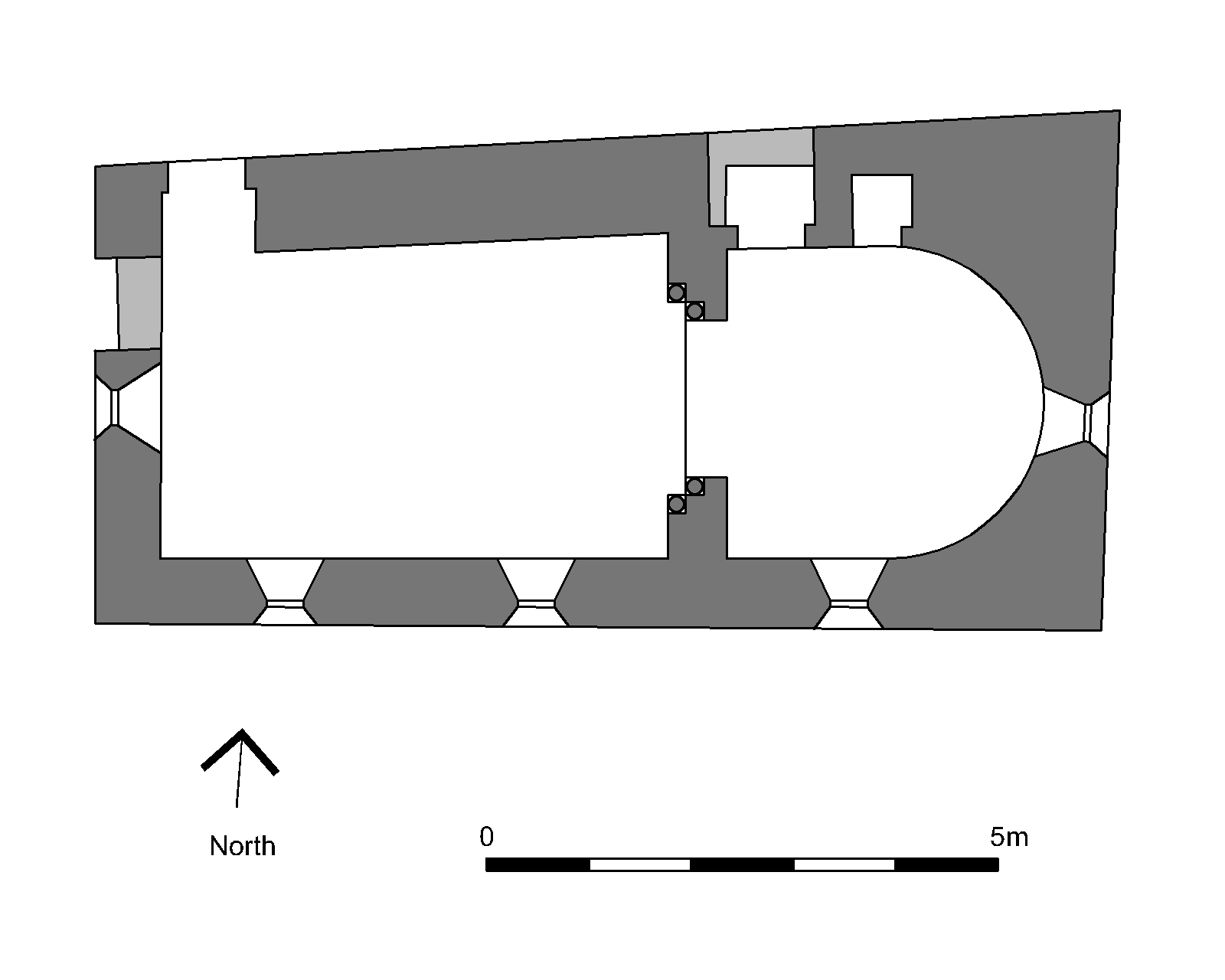
Grundriss
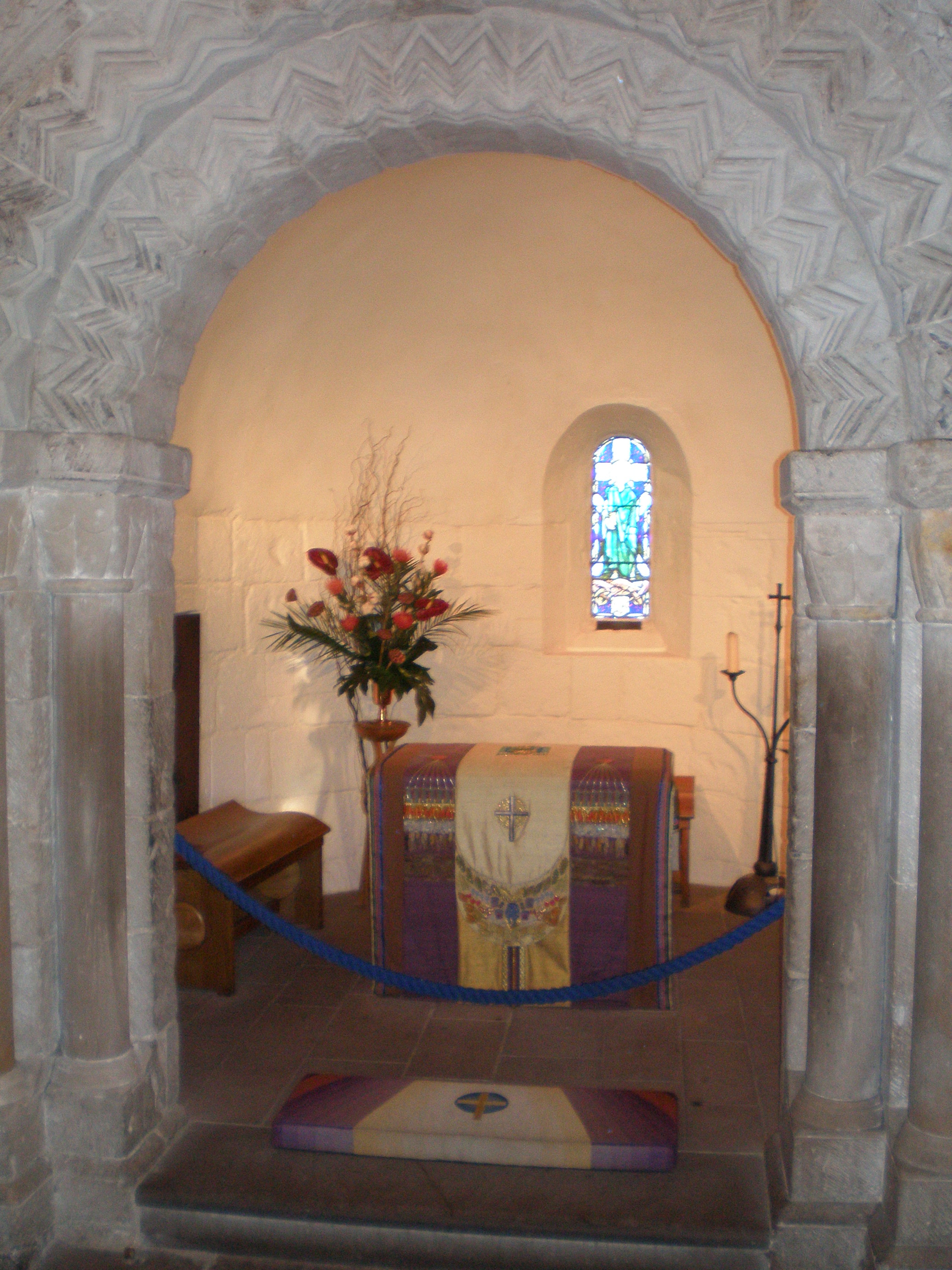
Blick durch den Chorbogen in die Apsis der Kapelle
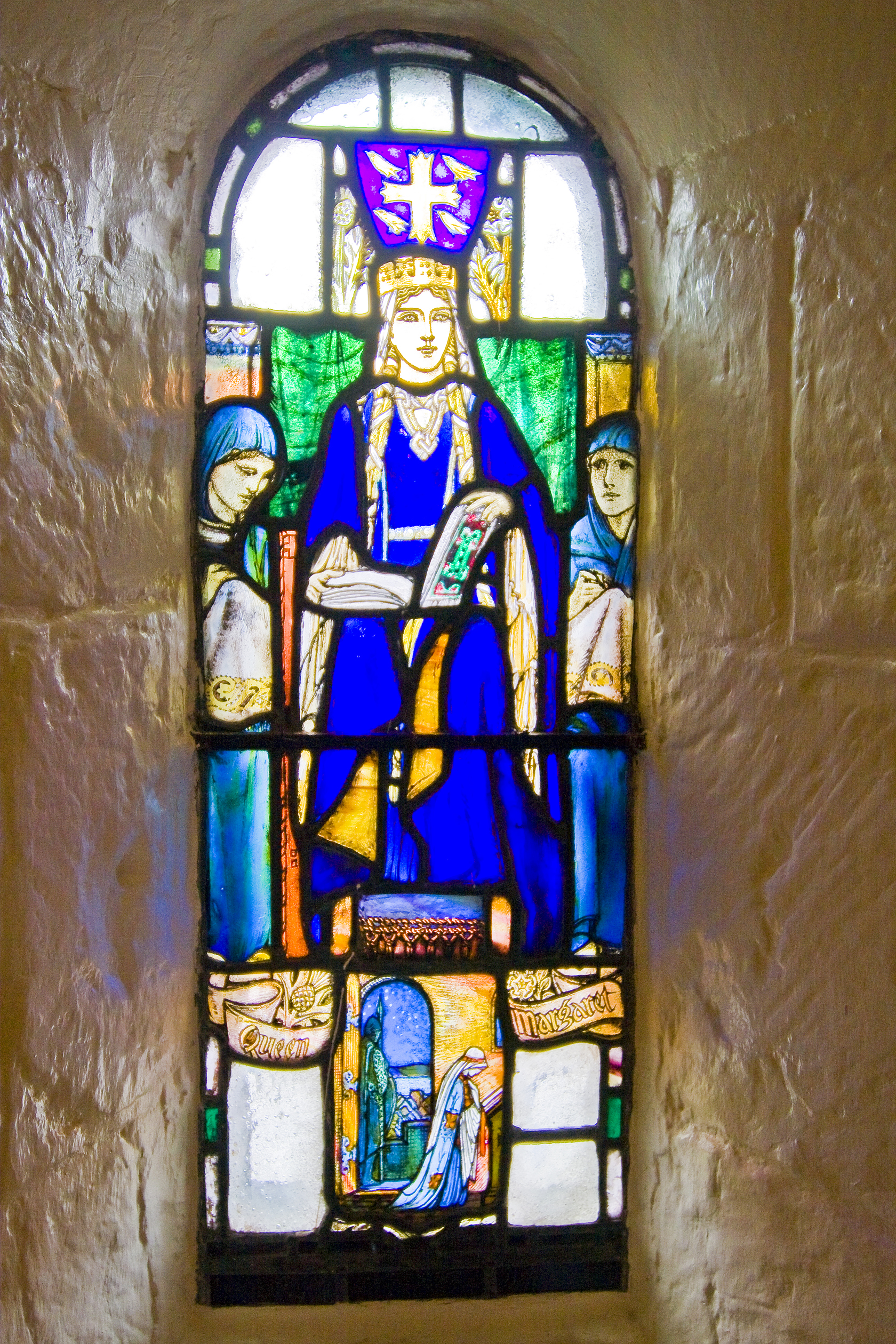
Margareta von Schottland